# Tinh trùng cái
Tinh trùng cái là thuật ngữ, thông thường để chỉ tinh trùng mang một nhiễm sắc thể X (vì khi tinh trùng này thụ tinh với trứng sẽ tạo thành hợp tử cái) được tạo ra một cách thông thường từ con đực. Tuy nhiên, hơn 20 năm, kể từ thập niên 1980, các nhà khoa học đã khám phá cách tạo ra tinh trùng có tất cả các nhiễm sắc thể từ một phụ nữ. Cuối thập niên 1990, lý thuyết đã phần nào trở thành hiện thực khi các nhà khoa học ở Nhật Bản phát triển tinh trùng cái ở gà bằng cách bơm tế bào gốc tủy xương từ một con gà mái vào tinh hoàn của con gà trống. Kỹ thuật này chưa được thực hiện thành công ở người.
Nếu được tạo ra, tinh trùng cái có thể thụ tinh một trứng, kết hợp với những kỹ thuật tiềm năng khác, có thể cho phép những cặp đồng giới sinh con là con ruột của hai người mẹ.